# 米勒山脈
米勒山脈（英語：Miller Range）是南極洲的山嶺，全長80公里，該山嶺取自新西蘭探險隊的成員，南端由尼姆羅德冰川開始，沿著馬爾什冰川西側，現時該山嶺由南極條約體系管理。